# Gerhard Reifferscheid
Gerhard Reifferscheid (ur. 6 marca 1913 w Berlinie, zm. 26 lipca 2002 w Bad Godesberg) – niemiecki duchowny katolicki i publicysta.

## Życiorys

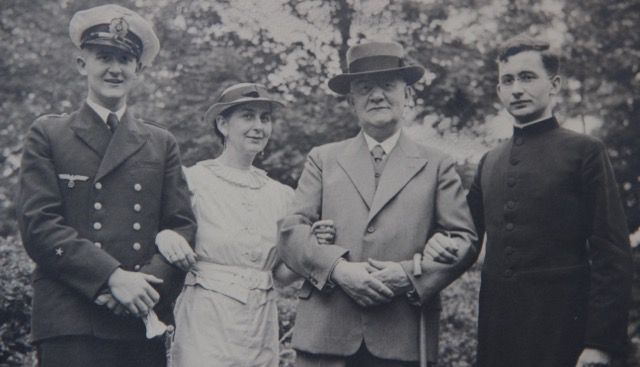
Z rodzicami (pośrodku) i bratem Martinem (1940)

Urodził się w podberlińskiej wsi Wannsee (od 1920 dzielnica Berlina), w rodzinie profesora Berlińskiej Akademii Sztuk (Akademie der Künste) Heinricha Reifferscheida (1882–1945) i jego żony Margarethe z domu Neufforge (1887–1965). Miał jednego brata Martina, który został uznanym chirurgiem w Klinice Uniwersyteckiej w Aachen.
Po ukończeniu szkoły średniej i uzyskaniu matury rozpoczął w 1931 studia na Uniwersytecie Albrechta i Ludwika we Fryburgu. Tam spotkał wicerektora seminarium w Braniewie, ks. Paula Keuchela, który swoimi opowiadaniami rozbudził w młodym studencie zainteresowanie Prusami Wschodnimi. Zdecydował się kontynuować studia na wydziale filozoficzno-teologicznym Akademii Państwowej w Braniewie. Nie wiedział, iż ta uczelnia pozostawała wówczas siedliskiem narodowego socjalizmu i prawie wszystkie etaty profesorskie były obsadzone przez kadrę przynależącą do NSDAP. Przykładem partyjnych wykładowców byli wówczas m.in. Karl Eschweiler, Joseph Lortz czy Hans André – jawnie popierający rozwijającą się dyktaturę partii NSDAP, której byli też zresztą członkami. 
Ponieważ Gerhard Reifferscheid był wcześniej członkiem Stowarzyszenia Miłosierdzia Św. Wincentego á Paulo na uczelniach we Fryburgu i w Bonn, skłoniło go to do założenia gałęzi tego stowarzyszenia w seminarium w Braniewie, na co uzyskał zgodę przełożonych. W ramach tej działalności odwiedzał i udzielał wsparcia, wraz z innymi klerykami, rodzinom potrzebującym wsparcia duchowego czy materialnego.
Święcenia kapłańskie uzyskał w grupie 28 diakonów dnia 6 marca 1938 w katedrze we Fromborku z rąk biskupa Maximiliana Kallera. Na pierwszą parafię został skierowany do małej wioski Henrykowo, lecz już po miesiącu został przeniesiony do parafii św. Jana w Malborku, by niebawem zostać posłany do parafii w Ornecie.  Tam posługiwał przez 4 lata, troszcząc się szczególnie o duszpasterzowanie wśród dzieci i młodzieży. Na wniosek gestapo otrzymał przydział mobilizacyjny do wojska. Od 12 września 1943 rozpoczął 3-miesięczne przeszkolenie podstawowe w Tapiawie, po którym został skierowany do Królewca na kurs sanitariusza. Jako katolickiego księdza spotykały go w wojsku liczne szykany. Dopiero w obliczu zbliżającego się frontu Armii Czerwonej i wzrostu zapotrzebowania na opiekę medyczną i duchową nad rannymi, represje ustały i zezwalano na sprawowanie mszy św. i udzielanie sakramentów. Wraz z uchodźcami przedostał się w 1945 drogą morską do Warnemünde koło Rostocku. Trafił do angielskiej niewoli, w której znajdował się do sierpnia 1945. Następnie posługiwał jako duszpasterz w parafiach w Köln i Oberdollendorf k. Bonn. Od 1950 był nauczycielem religii w Königswinter, od 1954 radcą szkolnym w gimnazjum im. Beethovena w Bonn (Beethoven-Gymnasium Bonn), od 1974 radcą w szkolnym w Niederdollendorf. W następnym roku  mianowany został radcą konsystorialnym przy warmińskim wizytatorze apostolskim.
Za namową prof. Bernharda Stasiewskiego rozpoczął pisanie pracy doktorskiej na temat konfliktów i napięć na linii diecezja warmińska – Trzecia Rzesza, których doświadczył kilkadzieścia lat wcześniej na własnej skórze. W 1973 uzyskał na Uniwersytecie w Bonn na podstawie dysertacji na ten temat stopień doktora. W 1975 praca ukazała się drukiem pod tytułem Das Bistum Ermland und das Dritte Reich. W 1983 przeszedł na emeryturę, lecz jeszcze przez kilka lata pracował jako nauczyciel nieetatowy w Beethovengymnasium i odprawiał msze święte. Wraz z wycieczkami przyjeżdżał na Warmię, odwiedzając sanktuaria m.in. w Braniewie, Głotowie i Świętej Lipce.

## Publikacje[5]
- Das Bistum Ermland und das Dritte Reich, 1975
- Die St. Johannis-Basilika in Wormditt: 1379–1979; Kirchspiel, Stadt und Dekanat, 1979
- Heiligelinde: schönste Barockkirche Ostpreussens, 1982
- Der Dom zu Frauenburg: ermländische Kathedrale über dem Frischen Haff, 1985
- Homiletische Sammelhandschrift (Nachtrag: "Lorscher Bienensegen") – Biblioteca Apostolica Vaticana, Pal. lat. 220, 1989
- Ein Priesterleben. Erinnerungen, Bonn 2002